# ドミニク・ボーセル
ドミニク・ボーセル（Dominic Boesel、1989年10月24日 - ）は、ドイツのプロボクサー。ナウムブルク出身。元WBA世界ライトヘビー級 暫定王者。

## 来歴
ボーゼルは2010年11月20日、ドレスデンのフライベルガー・アリーナでパトリック・バウマンに初回TKO勝ちを収めプロデビューを飾った。
2015年5月2日、イェーナのスパーカセン・アレナでノルベルト・ダブロウスキーと対戦し、12回3-0（117-110、115-113、116-111）の判定勝ちを収めWBOインターコンチネンタル王座の4度目の防衛に成功した。
2016年1月23日、ハレのイッガス・アレナでバラズス・ケレメンと対戦し、12回3-0（120-107、119-108、118-109）の判定勝ちを収めWBOインターコンチネンタル王座は6度目、空位となっていたWBAコンチネンタル王座を獲得した。
2016年9月17日、ヴァイセンフェルスのシュタットハレでトニー・アヴァラントと対戦し、12回3-0（117-111、118-111、116-112）の判定勝ちを収めWBOインターコンチネンタル王座は8度目、WBAコンチネンタル王座は2度目の防衛に成功した。
2017年3月19日、ライプツィヒのアレナ・ライプツィヒでサミ・エンボムと対戦し、6回2分59秒TKO勝ちを収めWBOインターコンチネンタル王座は9度目、WBAコンチネンタル王座は3度目の防衛、IBFコンチネンタル王座を獲得した。
2017年7月1日、ドレスデンのバルスポート・アレナでカロ・ムラトとロベルト・ステイグリッツの引退に伴うEBUヨーロッパライトヘビー級王座決定戦を行い、11回2分26秒TKO負けを喫し王座獲得に失敗した。
2018年3月3日、シュタットハレでカロ・ムラトのIBO王座決定戦出場に伴うEBUヨーロッパライトヘビー級王座決定戦をセルヒィ・デムチェンコと行い、12回3-0（2者が116-112、118-110）の判定勝ちを収め王座を獲得した。
2019年11月16日、ハレのハレ・メッセ・アレナでジャン・パスカルのレギュラー王座昇格に伴うWBA世界ライトヘビー級暫定王座決定戦をWBA世界ライトヘビー級3位でIBO世界ライトヘビー級王者のスベン・フォーンリンと行い、11回1分12秒TKO勝ちを収めWBA世界スーパーミドル級王者タイロン・ツォイゲの王座陥落でドイツから世界王座不在の状況が続いていたが、IBO王座を含めて暫定ながら王座を獲得した。
2020年10月10日、マクデブルクのGETEC・アレナで同門であるWBA世界ライトヘビー級12位で1階級下のIBO世界スーパーミドル級17位のロビン・クラスニキと対戦し、3回2分25秒KO負けを喫しWBA暫定王座及びIBO王座の初防衛に失敗、王座から陥落した。
2021年10月9日、GETEC・アレナでIBO世界ライトヘビー級王者のロビン・クラスニキと1年ぶりに再戦し、12回2-1の判定勝ちを収め再度IBO王座の獲得に成功した。
2022年5月14日、オンタリオのトヨタ・アリーナで元WBO世界スーパーミドル級王者のヒルベルト・ラミレスとWBA世界ライトヘビー級挑戦者決定戦で対戦し、4回KO負けを喫しディミトリー・ビボルへの挑戦権の獲得に失敗した。

## 獲得タイトル
- WBO世界ライトヘビー級ユース王座
- WBOインターコンチネンタルライトヘビー級王座
- WBAコンチネンタルライトヘビー級王座
- IBFコンチネンタルライトヘビー級王座
- EBUヨーロッパライトヘビー級王座
- WBA世界ライトヘビー級暫定王座（防衛0）
- IBO世界ライトヘビー級王座